# Solpuga massaica
Solpuga massaica es una especie de arácnido  del orden Solifugae de la familia Solpugidae.

## Distribución geográfica
Se distribuye por Tanzania.